# Жийок-сюр-Ормез
Жийо́к-сюр-Орме́з (фр. Gilhoc-sur-Ormèze, окс. Gilhoc sur Ormèze) — коммуна во Франции, находится в регионе Рона — Альпы. Департамент коммуны — Ардеш. Входит в состав кантона Ламастр. Округ коммуны — Турнон-сюр-Рон.
Код INSEE коммуны — 07095.

## Население
Население коммуны на 2008 год составляло 362 человека.
| 1962 | 1968 | 1975 | 1982 | 1990 | 1999 | 2008 |
| ---- | ---- | ---- | ---- | ---- | ---- | ---- |
| 535  | 604  | 507  | 509  | 433  | 387  | 362  |

## Экономика
В 2007 году среди 233 человек в трудоспособном возрасте (15—64 лет) 144 были экономически активными, 89 — неактивными (показатель активности — 61,8 %, в 1999 году было 60,6 %). Из 144 активных работали 125 человек (73 мужчины и 52 женщины), безработных было 19 (11 мужчин и 8 женщин). Среди 89 неактивных 14 человек были учениками или студентами, 39 — пенсионерами, 36 были неактивными по другим причинам.

## Достопримечательности
- Руины замка Солиньяк
- Замок Боск (XV—XVI века)
- Замок Доль (XV век)
- Замок Бессен

## Фотогалерея
- Жийок-сюр-Ормез
- Мэрия
- Замок Боск
- Замок Доль
- Руины замка Солиньяк
- Карта коммуны